# الفرقة الجبلية الثالثة (الفيرماخت)
الفرقة الجبلية الثالثة (بالألمانية: 3. Gebirgs-Division) كان تشكيل في الفيرماخت الألماني خلال الحرب العالمية الثانية. تم إنشاؤها من الفرقة الخامسة والسابعة للجيش النمساوي بعد آنشلوس في عام 1938.

## التاريخ
شاركت الفرقة في غزو بولندا عام 1939 كجزء من مجموعة الجيوش الجنوبية، ولكن تم نقلها إلى حامية الجدار الغربي قبل نهاية الحملة. في عام 1940 انضمت إلى غزو النرويج، وأرسلت الفوج الجبلي 139 تحت قيادة الجنرال إدوارد ديتل للاستيلاء على ميناء نارفيك القطبي الشمالي الخالي من الجليد. تمكن الحلفاء لفترة وجيزة من استعادة المدينة، لكنهم تخلوا عنها للألمان بعد غزو فرنسا.

## القادة
- جنرال روبرت إدوارد ديتل (1938 - 14 يونيو 1940)
- الجنرال دير جبيرجستروبه جوليوس رينجيل (14 يونيو 1940 - 23 أكتوبر 1940)
- الجنرال دير جبيرجستروبه هانز كريسينج (23 أكتوبر 1940 - 10 أغسطس 1943)
- جينيرال لوتنانت Egbert Picker (10 أغسطس 1943 - 26 أغسطس 1943)
- الجنرال دير إنفانتري سيغفريد راسب (26 أغسطس 1943 - 10 سبتمبر 1943)
- جينيرال لوتنانت Egbert Picker (10 سبتمبر 1943 - 29 سبتمبر 1943)
- جينيرال لوتنانت أغسطس ويتمان (29 سبتمبر 1943 - 3 يوليو 1944)
- جينيرال لوتنانت بول كلات (3 يوليو 1944 - 8 مايو 1945)